# Distretto di Sharan
Il distretto di Sharan è un distretto dell'Afghanistan appartenente alla provincia della Paktika.